# 石岡 (大字)
石岡，原寫為石崗仔，臺灣台語口語上稱為石缸仔、石硿仔，是臺灣臺中市石岡區的一個傳統地域名稱，位於該區西部。相較於今日行政區，其範圍大致包括九房里不含北部凸出部分的東南半部、萬安里、石岡里、金星里。

## 歷史
台灣清治末期，石岡地區為一街庄，稱為「石崗仔庄」，隸屬於捒東上堡。該庄北隔大甲溪與石圍墻庄，東與社藔角庄、仙塘坪庄為鄰，南邊為七份庄，西邊為上南坑庄、翁仔社庄、朴仔口庄。。
1901年（日明治三十四年）11月，全台廢縣廳改設二十廳，該庄隸屬於臺中廳。1903年（明治三十六年）6月，該庄編入「石崗區」，仍隸屬於臺中廳。1909年（明治四十二年）10月，全台二十廳合併為十二廳，石崗區隸屬不變。1920年（大正九年），全台地方制度大改正，該庄改制並簡化為「石岡」大字，隸屬於臺中州東勢郡石岡庄，大字下有「石岡」、「金星面」、「九房厝」小字名。
戰後石岡庄改制為石岡鄉，隸屬於臺中縣，大字亦改制為村。1950年10月，中、彰、投分治，石岡鄉隸屬不變。2010年12月，隨著臺中縣、市合併為直轄臺中市，石岡鄉改制為石岡區，村亦改制為里。

## 聚落
本地區發展較早的聚落有金星面、石崗仔、九房厝等，在日治期初期的官方地圖上已有記載。此外，本地區尚有米粉寮、岡尾、林厝、崁下、山下、大牌、炭窯嵙、坪頂、上坑、頭坪、二坪、公老坪、下坑等聚落。

## 交通
省道台3線（豐勢路、明德路、豐勢路）俗稱「內山公路」，是臺北至屏東的幹道，大致以東南東—西北西走向轉東偏北－西偏南再轉東南東－西北西走向再轉東向西經過石岡地區北部。由該道路向東南東轉東南再轉東過大甲溪橋轉北北西可經東勢前往卓蘭、大湖等地，向西轉西南可前往豐原、潭子、北屯等地。
區道中44-1線（石城街）是石圍牆至石岡的道路，其南側端點位於本地區北部偏東的舊省道台3線（豐勢路）路口。由此向北北東轉西北西再轉西北再轉北北東過大甲溪橋出境，可前往石圍墻南部下灣聚落旁的區道中44線路口。
區道中90線（下坑巷）是豐原經公老坪山區至石岡的道路，其東側端點位於本地區中部偏西北的區道中91線路口。由此向南蜿蜒而行，過下坑北側的金坪橋後轉西北再轉北，至本地區西部邊界處轉南南西出境後，可前往翁子社地區的公老坪、上南坑並止於豐原市區東側的省道台3線路口。
區道中91線（大勇街、金川巷、岡仙巷）是石岡至仙塘坪的道路，其北側端點位於本地區北部舊省道台3線（豐勢路）路口。由此向南南西經省道台3線路口後續行至金龍橋旁區道中90線路口轉東南蜿蜒而行，至接近本地區東部邊界處出境後，於仙塘坪地區西北部一帶止於中93線路口。
區道中93線（萬仙街）是社寮角至茅埔角的道路，大致以北北東－南南西走向經過本地區東部北側一小段邊界。由該道路向北北東可前往社寮角並止於省道台3線路口，向南南西轉東南再轉西南經新社西北端後再轉南南西可前往仙塘坪、七分、七分與大南交界地帶、馬力埔西部及南部、大南南部、水底寮地區中部偏西北湖興聚落西北側並止於區道中95線路口。

## 學校
- 石岡國小

## 文化資產
- 石岡農會碾米穀倉（歷史建築）

## 廟宇
- 金星面庄中福德祠（土地祠）

## 景點
- 東豐自行車綠廊
- 金星石珠
- 五福臨門神木